# 上海影戏公司
上海影戏公司是中國歷史上的一個电影制片公司。上海影戏公司其實是一家家族公司，公司創始人但杜宇是公司的编导、摄影、美工、剪辑、洗印。公司中的演员及工作人员基本上是但杜宇的好友，夫人殷明珠、侄曾孙但二春、外女贺蓉珠、贺佩璞姐妹是公司的演員，侄子但子久和侄孙但涂亭負責摄影。

## 歷史
1920年，但杜宇與朱瘦菊合作创办上海影戏公司。地点位于上海闸北地区。1921年，上海影戏公司拍摄了影片《海誓》，于1922年1月上映。之後又连续拍摄了故事片《古井重波记》（1923）、《弟弟》（1924）、《杨花恨》（1925）、《重返故乡》（1925）、《还金记》（1926）、《盘丝洞》（1927）、《小剑客》（1928）、《糖美人》（1929）、《媚眼侠》（1930）、《豆腐西施》（1930）等。
1924年，上海影戏公司办事处迁往虬江路，摄影场位於天通庵路。
1931年，上海影戏公司并入联华影业公司，1932年末退出。1933年与艺华影业有限公司合作拍片。1934年独立改组为上海有声影片公司，至1937年抗日战争全面爆发而停业。但杜宇全家为躲避战火迁至香港。上海影戏公司拍攝的最後幾部影片是1937年的《石破天惊》以及《富春江上》。